# Timothy James Black
Timothy James Black (* 30. April 1981 in Richmond, Virginia) ist ein ehemaliger US-amerikanischer Basketballspieler. Black erreichte mit den Paderborn Baskets aus Deutschland den Aufstieg in die Basketball-Bundesliga und war im Spieljahr 2007/08 bester Korbschütze der Bundesliga. Von 2008 an spielte er fünf Spielzeiten in Belgien für die Antwerp Giants, mit denen er zweimal das Viertelfinale in der EuroChallenge erreichte.

## Karriere
Der 1,78 m große und 75 kg schwere Point Guard studierte am Barton College in Wilson (North Carolina) und spielte für die Hochschulmannschaft Bulldogs vier Jahre in der NCAA-Division II. Hier war er am Ende seiner vierjährigen Studienzeit mit 1.836 Punkten die meisten Punkte erzielt, die je ein Spieler für die Bulldogs in der Division II erzielte und wurde erst 2013 dabei übertroffen. Später wurde er für seine Leistungen in das „All-Time Carolinas-Virginia Athletics Conference“ der NCAA Division II-Conference CVAC berufen.
2003 ging Black als Berufsbasketballspieler nach Deutschland zu den NVV Lions Mönchengladbach in die 2. Basketball-Bundesliga Gruppe Nord. In der Saison 2003/04 führte er die 2. Bundesliga mit einem Punktedurchschnitt von 32,9 je Begegnung an. 2004 wurde er von den Paderborn Baskets verpflichtet, die damals als Schröno Paderborn Baskets firmierten. 2006 gelang Black mit den Ostwestfalen nach saisonübergreifend 50 Siegen in Folge der Aufstieg in die Bundesliga. Im ersten Jahr verpasste Black den Saisonstart durch eine Verletzung und brauchte einige Zeit, um seine Rolle wiederzufinden, so dass sein Punkteschnitt auf gut 12 Punkte pro Spiel sank. Im zweiten Bundesliga-Jahr steigerte Black seinen Punkteschnitt auf mehr als 20 Punkte pro Spiel. Damit wurde er in der Saison 2007/08 auch zum Korbschützen der Hauptrunde in der ersten Liga. Im Sommer 2008 versuchte Black, über die NBA Summer League bei den Indiana Pacers einen Platz in der amerikanischen NBA zu bekommen. Als dies nicht gelang, wechselte er nach Belgien zu den Antwerp Diamond Giants.
In Antwerpen spielte Black bis 2013 in Belgiens erster Liga sowie im Europapokal. Er wurde im Spieljahr 2011/12 vom Fachportal eurobasket.com zum „Aufbauspieler der Jahres“ der belgischen Liga gewählt. In der Saison 2013/14 spielte er für den italienischen Verein Azzurro Napoli Basket und beendete dann seine Spielerlaufbahn.
Er kehrte in sein Heimatland zurück. Dem Basketball blieb Black verbunden, indem er als freier Trainer arbeitete und Übungseinheiten für Nachwuchs- und Profispieler anbot. Des Weiteren gehörte er zum Trainerstab der Tualatin High School im US-Bundesstaat Oregon und war als Kommentator von Basketballspielen tätig.
2015 wurde Barton in die Ruhmeshalle des Barton College aufgenommen. An der Valor Christian School International in Beaverton (Bundesstaat Oregon) war er als Leiter des Schulsports beschäftigt. 2024 kehrte Black, der mit einer Deutschen verheiratet ist und fünf Kinder hat, nach Deutschland zurück und wurde beim Zweitligisten Nürnberg Falcons BC in der Nachwuchsarbeit tätig. Ihm wurde das Traineramt bei der zweiten Nürnberger Herrenmannschaft übergeben, des Weiteren wurde er Co-Trainer der Zweitligamannschaft. Ferner kümmerte er sich fortan um die basketballerische Ausbildung einzelner Spieler.